# ラビリンスランナー
『ラビリンスランナー』（Labyrinth Runner）は、1987年に当時のコナミ（現コナミデジタルエンタテインメント）よりリリースされたアーケード版のアクションシューティングゲームである。日本国外のタイトルはTrick Trap
アーケードで登場以後、長らく家庭用ゲーム機には移植されていなかったが、2010年3月24日より開始されたXbox 360の配信サービス「Game Room」にて、2010年11月24日に本作が家庭用ゲーム機に初移植され配信開始された。

## 概要
旅の勇者スマッシュを操作し、キーウィ王国のパパイヤ姫を救出することがプレイヤーの目的で、森、迷路、トロッコなどのステージを抜け、パンプキン大王率いるベジタブル帝国の拠点「魔城オニオン」を目指すこととなる。操作は8方向レバー1本と、それぞれ武器発射・武器切り替えに使用する2ボタンで行う。武器はショット、レーザー、ボムの3種類を状況に応じて使い分けていく。

## 音楽
J_KANE（兼田潤一郎）が初めてBGMを担当した作品で、曲調には独特の印象がある。使用されていた音源は、コナミのアーケードゲームではあまり使われていなかった、FM音源のYM2203ｘ2という構成の基板であった。本作のBGMが収録された、CDアルバム『KONAMI GAME MUSIC COLLECTION VOL.1』のライナーノーツには、「現代音楽の要素を取り入れた」と記されている。